# Virola gardneri
Virola gardneri är en tvåhjärtbladig växtart som först beskrevs av A. Dc., och fick sitt nu gällande namn av Otto Warburg. Virola gardneri ingår i släktet Virola och familjen Myristicaceae. Inga underarter finns listade i Catalogue of Life.
Frön från växten används för framställning av bicuhybafett som används vid tvålfabrikation.

## Bildgalleri

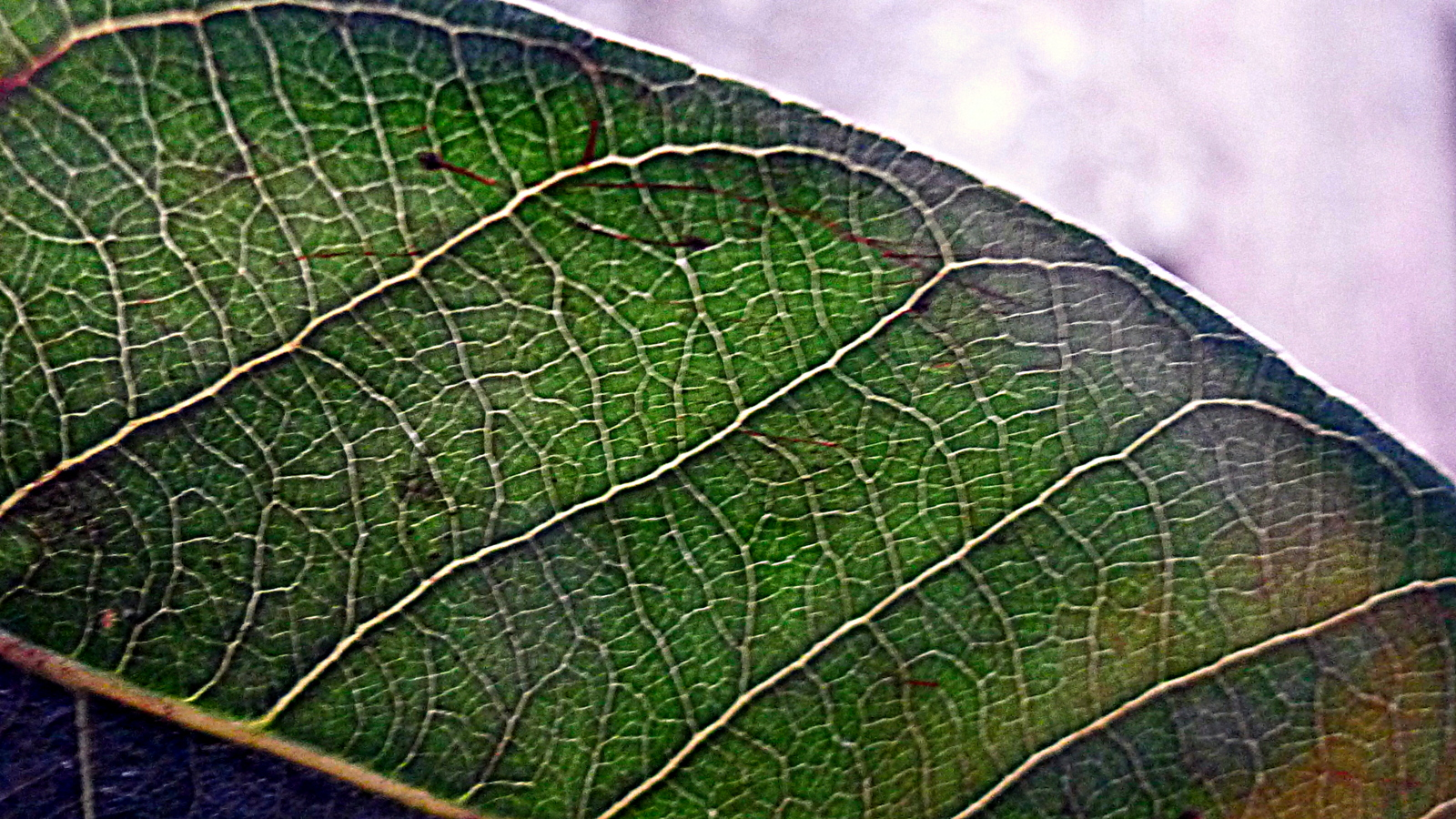
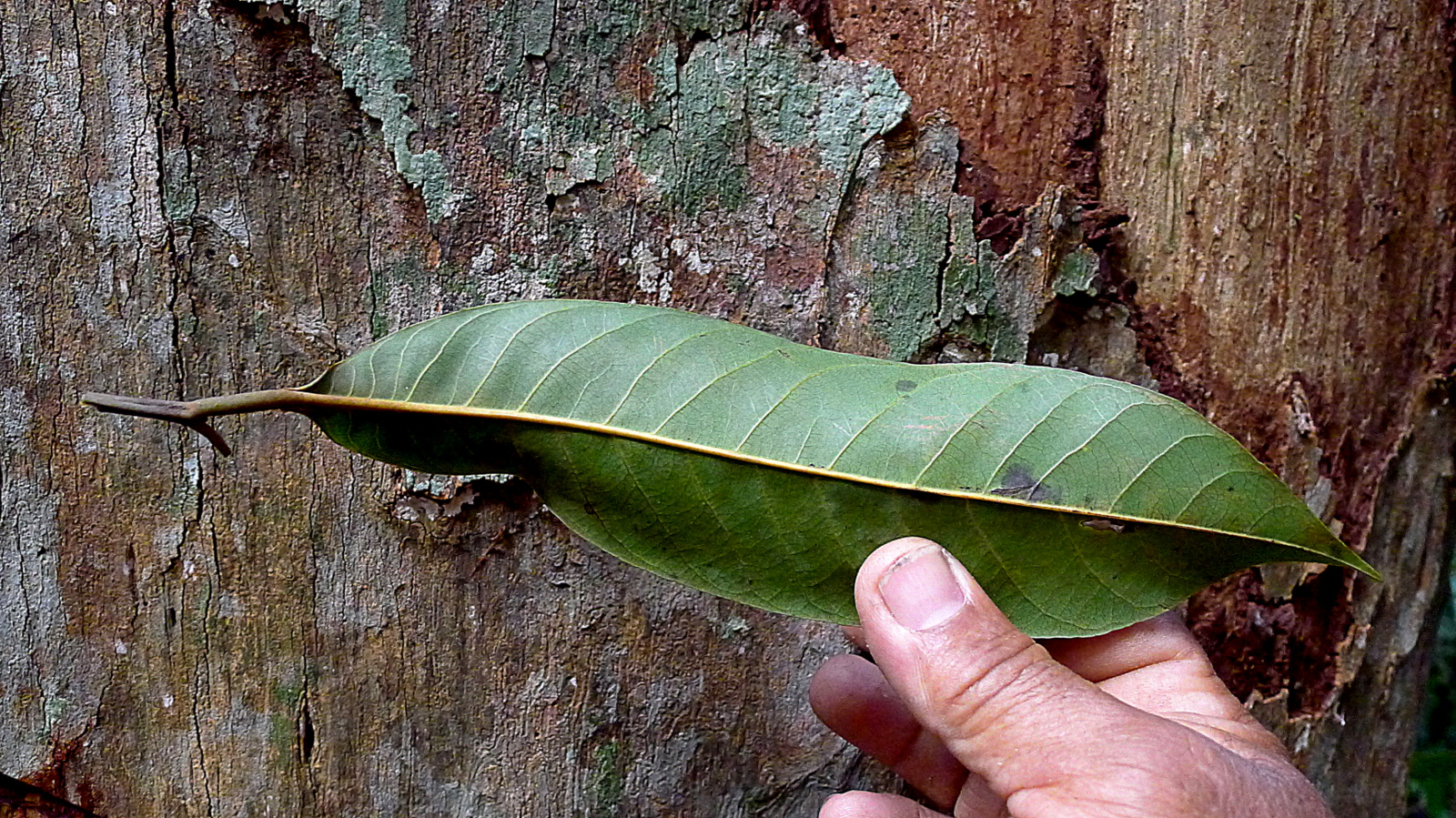
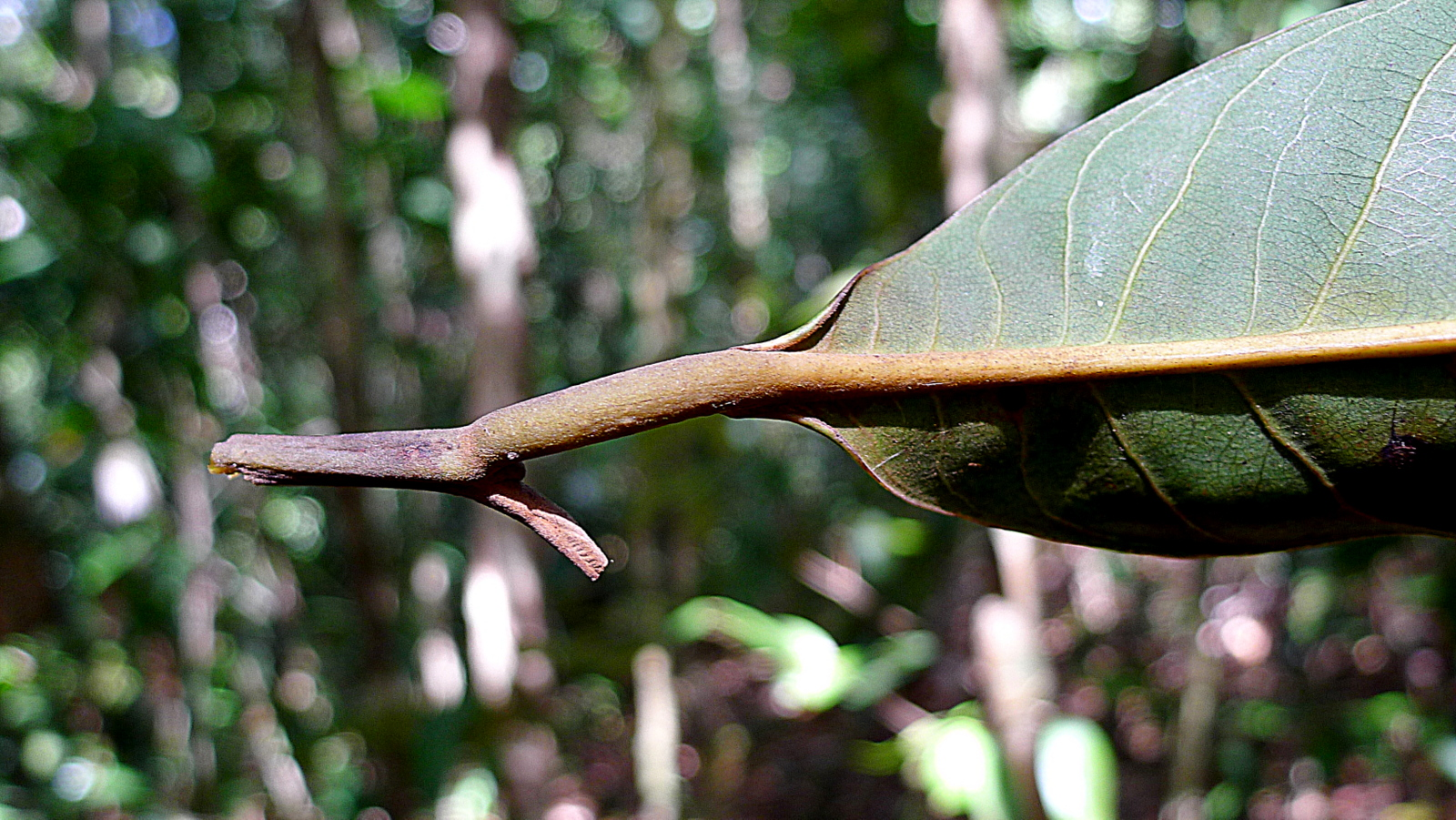
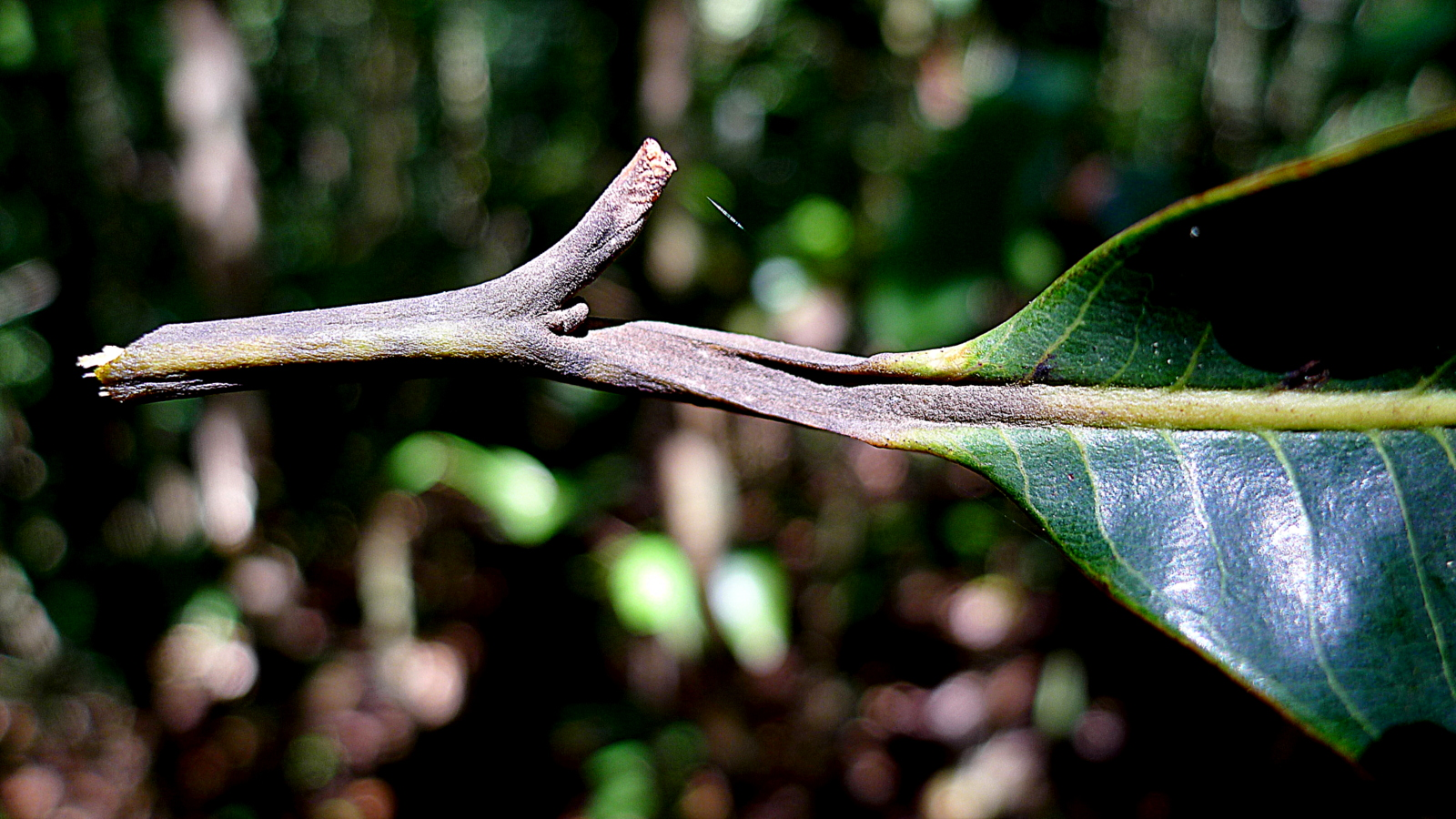
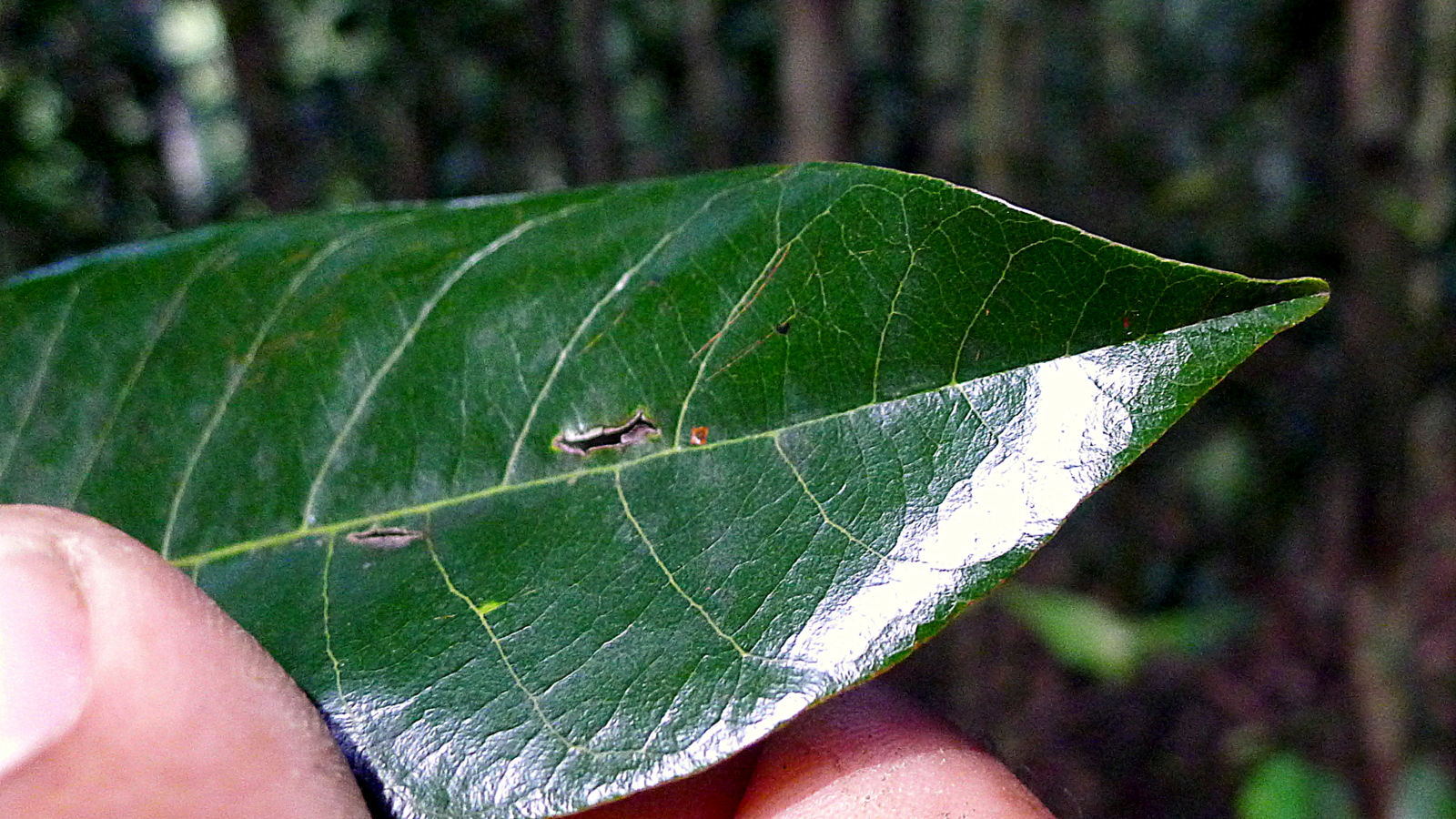
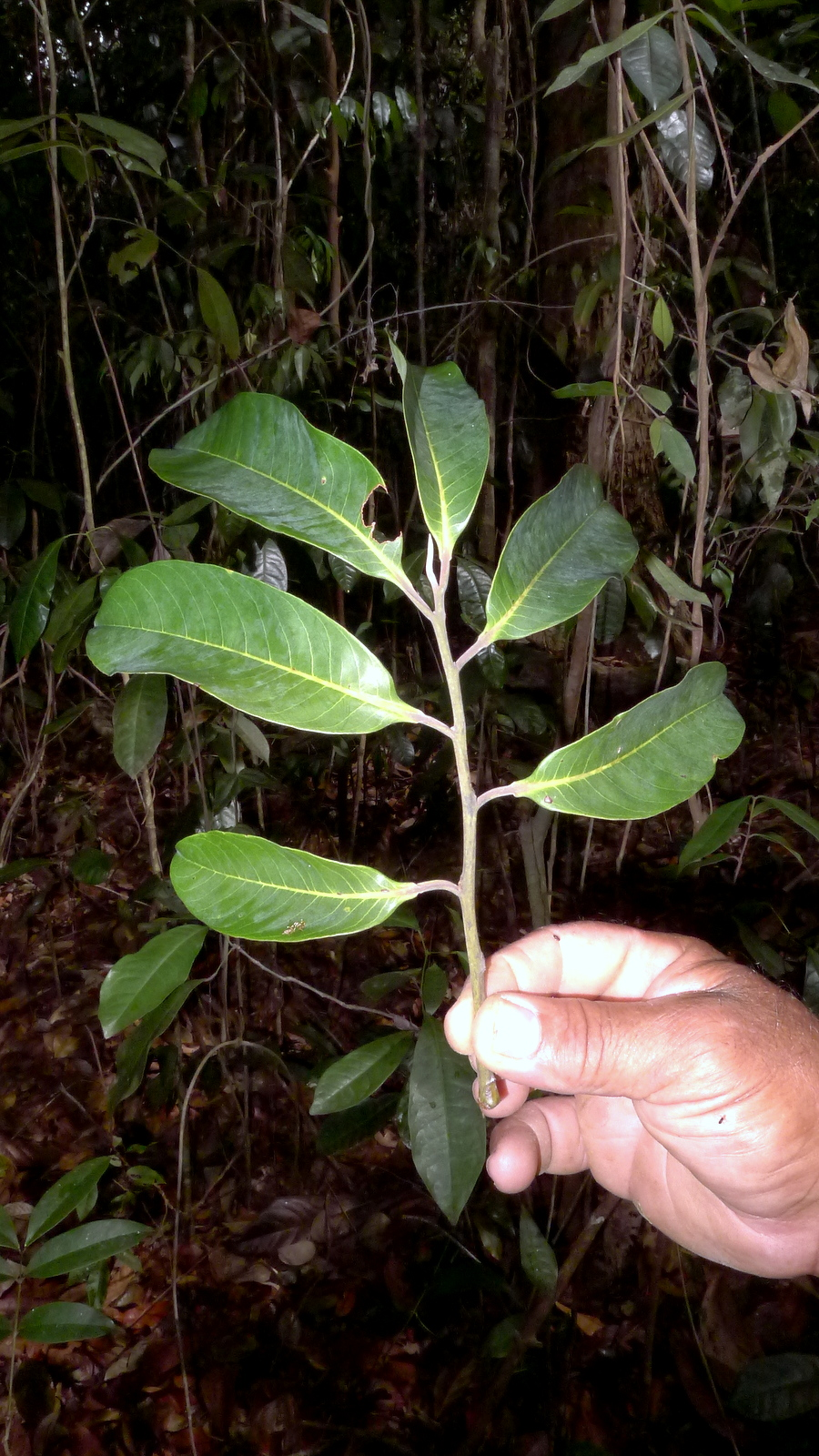